# Elektrakomplex
Elektrakomplex ist der Begriff der analytischen Psychologie C. G. Jungs für die überstarke Bindung einer weiblichen Person an den Vater bei gleichzeitiger Feindseligkeit gegenüber der Mutter; er gilt laut Jung als das weibliche Gegenstück zum Ödipuskomplex. Der Begriff wurde 1913 von ihm in seiner Schrift Versuch einer Darstellung der psychoanalytischen Theorie eingeführt.

## Benennung
Der Name leitet sich von der griechischen Sagengestalt Elektra her, die ihrem Bruder Orest dabei hilft, ihre Mutter Klytaimnestra und ihren Stiefvater Aigisthos zu ermorden, aus Rache dafür, dass diese Agamemnon ermordet haben, den Vater der Geschwister und Klytaimnestras früheren Ehemann.

## Theorie
Ausgangspunkt der Theorie ist Sigmund Freuds Annahme eines „Penisneids“. Freud ging von einer ursprünglichen Bindung zwischen Mutter und Tochter aus. Der Penisneid markiert eine Bruchstelle der Beziehung, weil die Tochter der Mutter vorwirft, sie mit einem Mangel geboren zu haben und sich nun dem Vater zuwendet.

## Widerspruch Freuds
Freud verwirft in seinem Artikel Über die weibliche Sexualität von 1931 Jungs Vorstellung eines Elektrakomplexes. Die Beziehung der beiden Geschlechter zu den Eltern ist, Freud zufolge, nicht symmetrisch, wie Jung annimmt, sondern asymmetrisch. Nur beim männlichen Kind stellt sich, nach Freuds Auffassung, regelmäßig die gleichzeitige Liebe zum gegengeschlechtlichen Elternteil und der Rivalitätshass gegenüber dem gleichgeschlechtlichen Elternteil her, nur beim Jungen geht diese Beziehung durch den Kastrationskomplex unter.
Der erste Unterschied zwischen der männlichen und der weiblichen Entwicklung besteht darin, so wendet Freud gegen Jung ein, dass die sexuelle Entwicklung der Mädchen auf unterschiedliche Weise verlaufen kann. Die Liebe zum Vater – die Entsprechung zum Ödipuskomplex – ist für das Mädchen nur einer von drei möglichen Entwicklungspfaden; der zweite besteht in der allgemeinen Abwendung von der Sexualität, der dritte in der Betonung der Männlichkeit, im sogenannten Männlichkeitskomplex.
Freuds zweiter Einwand lautet: Die weibliche Form des Ödipuskomplexes unterscheidet sich von der des Jungen durch die andersartige Funktion des Kastrationskomplexes. Der Ödipuskomplex des Jungen wird durch den Kastrationskomplex zerstört. Der des Mädchens hingegen wird durch den Kastrationskomplex überhaupt erst geschaffen. Darüber hinaus, meint Freud, wird die Vaterbindung von Frauen häufig niemals überwunden.